# Yakusoku wa Iranai
Singles de Māya Sakamoto
Bokura no Rekishi
(1997)
Yakusoku wa Iranai est le 1ersingle de Māya Sakamoto sorti sous le label Victor Entertainment le 24 avril 1996 au Japon. Il arrive 44e à l'Oricon et reste classé 4 semaines pour un total de 30 140 exemplaires vendus.
Yakusoku wa Iranai a été utilisé comme thème d'ouverture pour Tenkuu Escaflowne tandis que Tomodachi lui sert de thème. Yakusoku wa Iranai se trouve sur l'album Grapefruit et sur les compilations Everywhere et Single Collection+ Hotchpotch, sur laquelle se trouve aussi Tomodachi.

## Liste des titres
Toute la musique et les arrangements ont été composées par Yōko Kanno.
Toutes les paroles sont écrites par Yuho Iwasato.
| 1. | Yakusoku wa Iranai (約束はいらない)           | 3:35 |
| 2. | Tomodachi (ともだち)                          | 3:43 |
| 3. | Yakusoku wa Iranai (Original Karaoke)         | 3:34 |
| 4. | Hitomi no Tarot Uranai (ひとみのタロット占い) | 3:13 |